# برويشكاني (ننور)
برویشکاني (بالفارسية: برویشکانی) هي قرية تقع في إيران في قسم ننور الريفي. يقدر عدد سكانها بـ 168 نسمة .